# Reacción de aminoácidos de Akabori
Hay dos tipos de Reacciones de aminoácidos de Akabori 1.

1. Un α-aminoácido es oxidado por calentamiento con un azúcar oxidante

2. Un α-aminoácido y sus ésteres son reducidos por una amalgama de sodio y HCl en etanol para dar los α-amino aldehídos correspondientes.